# Густав IV Адольф
Густав IV Адольф (швед. Gustav IV Adolf av Sverige; 1 листопада 1778 — 7 лютого 1837) — король Швеції з 1792 до 1809 року. Походив з Гольштейн-Готторпської династії.

## Життєпис

### Молоді роки
Густав Адольф був сином Густава III, короля Швеції, та Софії Магдалени Данської. Вихованям Густава Адольфа керував особисто батько, який спочатку доручав його Марії Аврорі Угглі та потім лібералу Нільсу Розенштейну.
На момент загибелі Густава III молодий спадкоємець мав лише 14 років і не міг керувати державою. Тому було вирішено доручити регентство дядькові Карлу Седерманландському. Регентство тривало з 1792 до 1796 року. З цього моменту Густав Адольф перебрав кермо влади у державі на себе. Фактично королювання Густава IV Адольфа розпачалося з 1796 року.

### Володарювання
3 квітня 1800 Густава та його дружину Фредеріку було короновано у Костелі Св. Олафа міста Норрчепінг на короля і королеву Швеції Архієпископом Уппсальським Уно фон Тройлом.
Період королювання Густава IV було також добою необмеженої королівської влади. Але його політика була продиктована значною мірою війнами, викликаними Французькою революцією та діями Наполеона Бонапарта.
В основі зовнішньої політики нового короля лежало заперечення революційної Франції та імперії Наполеона. Тому Швеція 1805 року приєдналася до Третьої антифранцузької коаліції. Переможні наполеонівські війська швидко оволоділи Шведською Померанією. В цих подіях відзначився маршал Бернадот. У 1807 році було укладено мирний договір між Французькою та Російською імперіями у Тільзиті, згідно з яким, між іншим, Швеція повинна була розірвати стосунки з Англією і приєднатися до континентальної блокади цієї країни. Оскільки це підірвало б її життєво важливі торговельні зв'язки з Британією, Швеція відмовилася виконувати цю угоду.
Після цього Росія напала на Швецію. Війна 1808—1809 років закінчилася цілковитою поразкою Швеції, і Росія окупувала не тільки Фінляндію, а й північну частину Швеції. Ще до завершення цієї війни, 29 березня 1809 року Густава IV Адольфа було скинуто. Переворот підтримали більшість офіцерів і молоді державні службовці з аристократичної опозиції, які вимагали конституційного уряду. Густав Адольф зрікся влади на користь сина. Проте риксдаг 10 травня того ж року вирішив передати трон Швеції — Карлу Седерманландському.

### Останні роки
У грудні 1809 року Густав Адольф залишив Швецію і оселився у Німеччині. Тут його знали під ім'ям граф Готторпський, герцог Гольштейн-Ойтін, Густафсон. Помер Густав Адольф у місті Санкт-Галлені (Швейцарія) у злиднях.

## Родина
Дружина — Фредеріка Доротея Вільгельміна (1781—1826), донька Карла Людвига, маркграфа Баденського
Діти:
- Густав (1799—1877)
- Софія Вільгельміна (1801—1865)
- Карл Густав (1802—1805)
- Амелія (1805—1853)
- Сесилія (1807—1844)